# 7 vackra flickor
För folkvisan, se Sju vackra flickor i en ring
7 vackra flickor, även Sju vackra flickor, är en svensk svartvit film från 1956 i regi av Håkan Bergström. I rollerna ses bland andra Karl-Arne Holmsten, Elsa Prawitz och Henny Moan.

## Om filmen
Inspelningen ägde rum i Stockholm mellan den 31 januari och 6 mars 1956 efter ett manus av Per Schytte. Fotograf var Rune Ericson och musiken komponerades av Nathan Görling och Stuart Görling. Filmen klipptes ihop av Arne Löfgren och premiärvisades den 23 juli 1956 på biografen Astoria i Stockholm. Den är 85 minuter lång och barntillåten.

## Handling
Filmen kretsar kring en orkester med sju vackra flickor.

## Rollista
- Karl-Arne Holmsten – Stig Lindberg, kompositör
- Elsa Prawitz – Eva Lindberg, teaterelev, Stigs fru
- Henny Moan – Sonja Lund, orkesterledare
- Margaretha Bergström – Aina Holm, medlem av damorkestern
- Kerstin Dunér – Vera Björkman, medlem av damorkestern
- Anita Görling – Elisa Andersson, medlem av damorkestern
- Ulla Sandklef	– Alice Borg, medlem av damorkestern
- Berit Skogström – Annie Berggren, medlem av damorkestern
- Viola Sundberg – Sippan, sjunde medlemmen i damorkestern
- Erik "Bullen" Berglund – Ludwig Rosander, musikförläggare
- Claes Thelander – Severin Quist, direktör för Hotell Sjustjärnan
- Barbro Hiort af Ornäs – Adele Hellgren, kvinnosakskvinna
- Margit Andelius – fröken Blom, Stigs och Evas granne
- Helge Hagerman – teaterdirektör
- Olof Thunberg – teaterregissör
- Arne Lindblad – Wizelius, innehavare av teaterskola
- Inga Gill	– Rosanders sekreterare
- Gunnar Schyman – hotellportiern
- Hedvig Lindby – äldre dam på hotellet
- Astrid Lindgren – äldre dam på hotellet
- Sonja Carlén-Kolthoff	– Mrs. Wise, amerikanska
- Hariette Garellick – Madame Leroux, fransyska
- Lilavati – Madame Pajara, indiska

Ej krediterade
- Eric Stolpe – kypare på hotellet
- Johan Sandström – hotellpojke
- Inger Grundström – tidningsförsäljare
- Birger Lensander – rörmokaren
- Tore Bengtsson – teaterelev
- Georg Skarstedt – kompositör i Rosanders väntrum
- Monica Lindberg – journalist
- Eivor Johansson – flicka

### Fotnoter
1. 1 2 3  ”7 vackra flickor”. Svensk Filmdatabas. http://sfi.se/sv/svensk-filmdatabas/Item/?itemid=4497&type=MOVIE&iv=Basic. Läst 11 april 2013.